# Bernhard Jäger

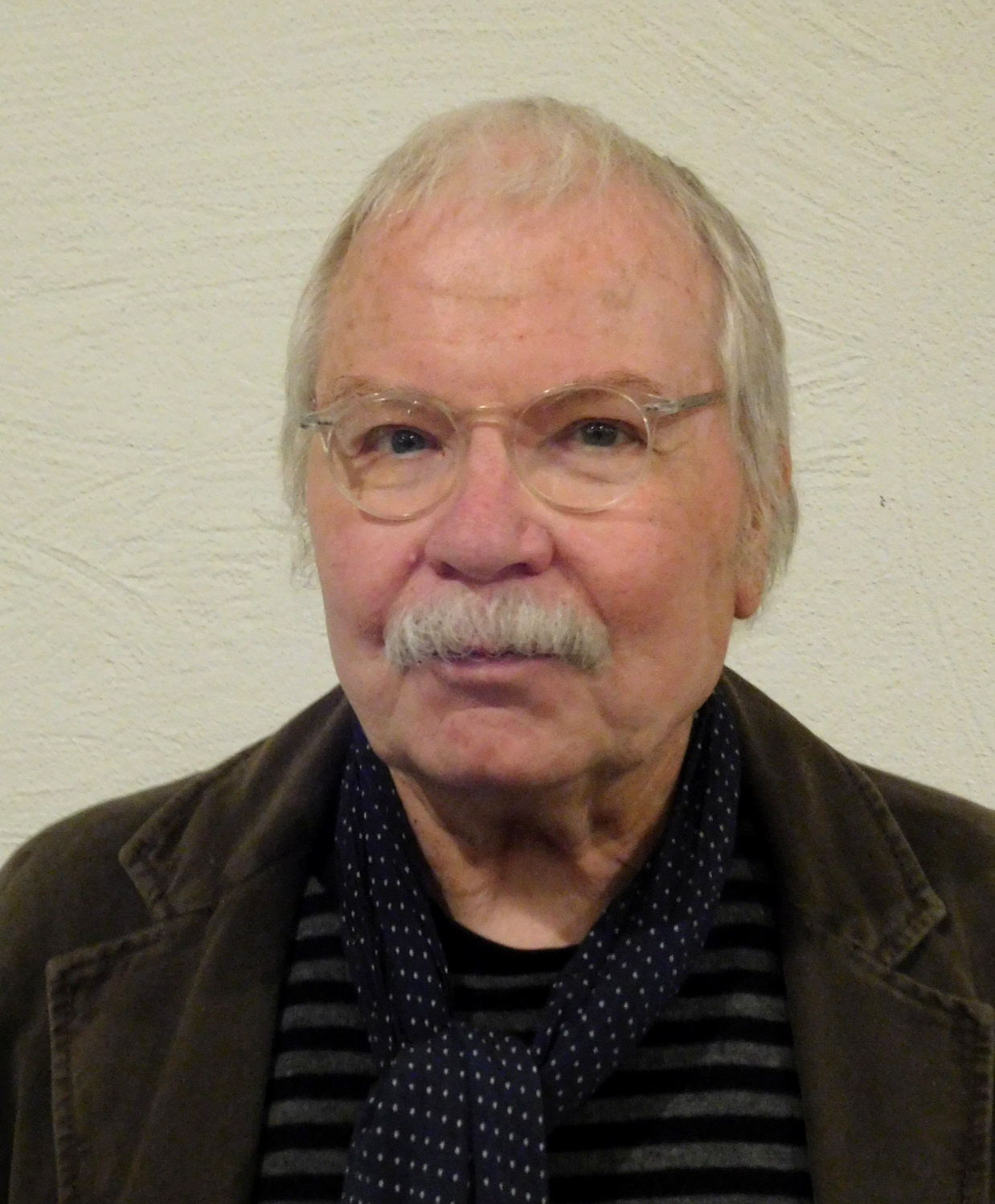
Bernhard Jäger, 2015

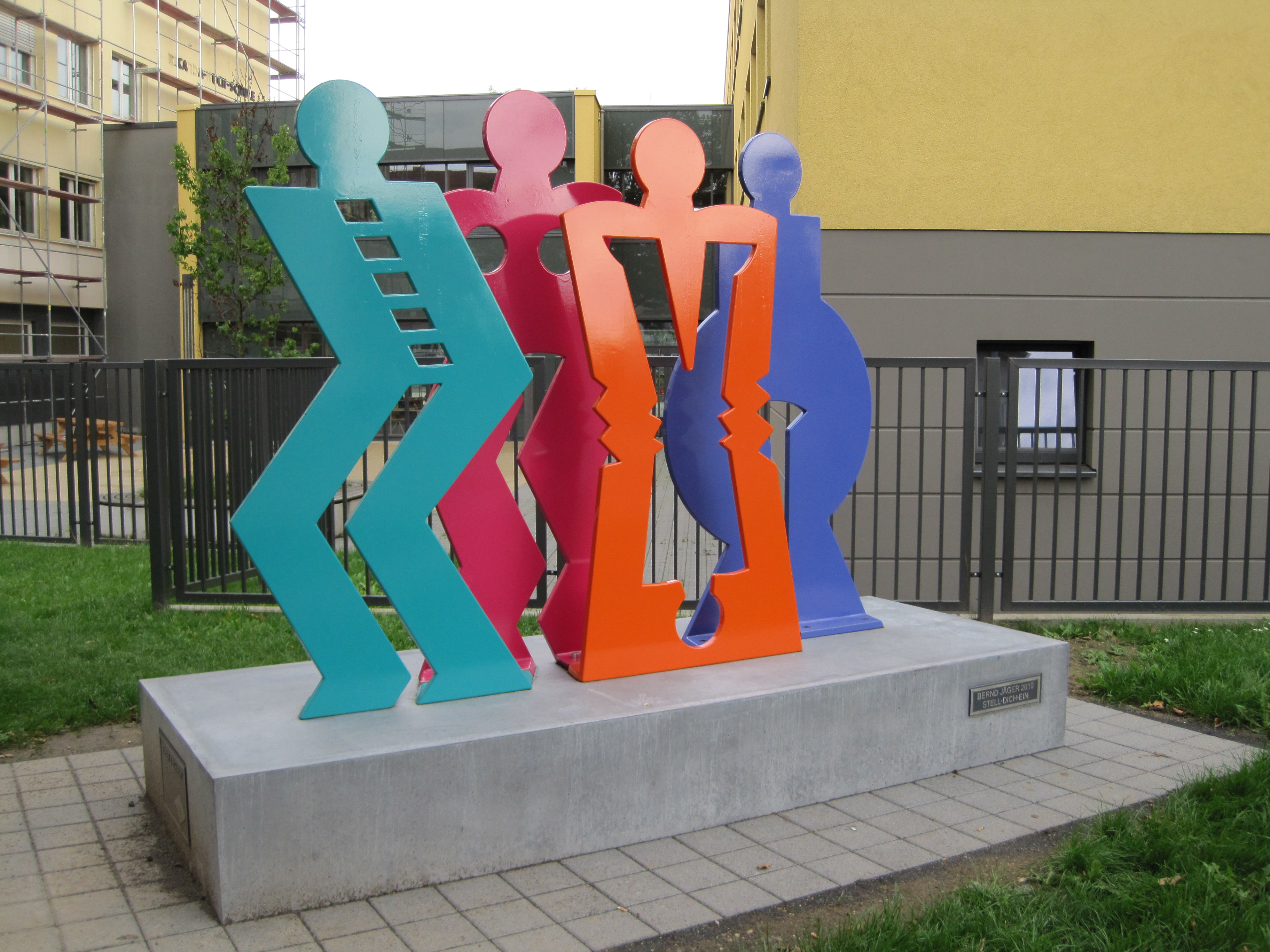
Bernhard Jäger: Stell-Dich-Ein, 2010, Gießen

Bernhard Jäger (* 17. Juni 1935 in München) ist ein deutscher Maler, Grafiker und Bildhauer.

## Leben
Nach einem Biologiestudium von 1956 bis 1957 studierte er von 1957 bis 1961 zusammen mit Thomas Bayrle an der Werkkunstschule Offenbach. Entscheidende Anregungen fanden sie dort in der Werkstatt für Lithographie von Eberhard Behr. Von 1983 bis 1984 war er Gastdozent an der Städelschule in Frankfurt am Main, von 1984 bis 2000 leitete er die Städel-Abendschule. 1990 hatte er eine Gastprofessur an der Fachhochschule Hamburg inne.
Von 1961 bis 1966 unterhielt Jäger zusammen mit Bayrle, mit dem er 1961 die Gulliver-Presse gründete, eine gemeinsame Lithografie-Werkstatt und machte sich auch als Drucker und Verleger von Künstlerbüchern einen Namen. In der Gulliver-Presse erschien unter anderem eines der ersten Bücher von Ernst Jandl (Hosi-Anna!, 1965) – illustriert mit Lithografien von Bayrle und Jäger. Für die Eremiten-Presse von V. O. Stomps illustrierte Jäger zahlreiche Bücher.
1998 erhielt er einen Kunstpreis der Heitland Foundation. Für die Büchergilde Gutenberg gestaltete er 2007 dreißig Buchumschläge zu Jorge Luis Borges’ Die Bibliothek von Babel künstlerisch. 2010 gewann Jäger mit Stell-Dich-Ein den 1. Preis eines Wettbewerbs für eine Skulptur in der Gießener Innenstadt und deren Realisierung. In den Jahren 1970, 1984 und 1994 wurden von Bernhard Jäger illustrierte Bücher von der Stiftung Buchkunst mit dem Preis Die schönsten deutschen Bücher ausgezeichnet.
Jäger lebt und arbeitet in Frankfurt am Main. Er ist seit 1980 Mitglied der Darmstädter Sezession.

## Einzelausstellungen
- 1968 Klingspor-Museum, Offenbach am Main
- 1972 Galerie Brusberg, Hannover
- 1975 AAA Associated American Artists, New York
- 1977 Mannheimer Kunstverein, Mannheim
- 1985 Galerie Gunzenhauser, München
- 1988 Kunstverein Wetzlar, Wetzlar
- 1994 Stadtmuseum Ludwigshafen, Ludwigshafen
- 2007 Klingspor-Museum, Offenbach am Main
- 2010 Bernhard Jäger: 5 Jahrzehnte Graphik, Malerei, Skulptur, Objekte, Oberhessisches Museum, Altes Schloss Gießen
- 2016: Gemälde, Zeichnungen, Holzschnitte, Buchkunst, Städtische Galerie Speyer

## Ausstellungsbeteiligungen
- 1963 Schrift und Bild, Stedelijk Museum, Amsterdam
- 1963 Ausstellung Kunstpreis der Jugend, Kunsthalle Baden-Baden
- 1964 documenta III, Kassel
- 1965 Signale, Manifeste, Proteste, Kunsthalle Recklinghausen
- 1970 Graphics '70: Germany, San Francisco Museum of Modern Art (USA)
- 1976 Deutsche Grafik im 20. Jahrhundert, Kestnergesellschaft, Hannover
- 1995 Darmstädter Sezession, Mathildenhöhe, Darmstadt
- 1996 Die Kunst mit Steinen zu drucken, Klingspor-Museum, Offenbach
- 2017 Von wegen flach, Meisterwerke der Lithografie, Klingspor-Museum, Offenbach

## Werke in öffentlichen Sammlungen
- Stedelijk Museum, Amsterdam
- Museum of Fine Arts Boston
- San Francisco Museum of Modern Art
- Staatliche Museen zu Berlin, Kupferstichkabinett
- Kupferstich-Kabinett Dresden
- Kunsthalle Nürnberg
- Rose Art Museum, Brunswick
- Klingspor-Museum, Offenbach